# 小室正幸
小室 正幸（おもろ まさゆき、1948年3月6日 - ）は、日本の声優、俳優。プロダクション・エース所属。

## 経歴
石川県出身。東洋大学卒業。
以前は劇団世代、テアトル・ドゥ・ポッシュ、江崎プロダクション、81プロデュースに所属していたが、2014年12月1日付でプロダクション・エースに所属。

## 人物
特技は殺陣。趣味は水泳。

## 出演
太字はメインキャラクター。

### テレビアニメ
1983年
- ガジェット警部（市長、マッド教授、トラッパー 他）
- キャッツ♥アイ ※クレジットは「おもろ正幸」
- スペースコブラ※クレジットは「おもろ正幸」
- 特装機兵ドルバック（通信兵）

1984年
- 名探偵ホームズ（男）
- ルパン三世 PARTIII（1984年 - 1985年）

1985年
- タッチ（1985年 - 1986年、英語教師、客A、TVアナウンス）
- 忍者戦士飛影（オペレーター、兵士、将校 他）

1986年
- ロボタン

1987年
- のらくろクン（ニュースアナ、排排、カピタン、医者）

1988年
- 鉄拳チンミ（頭岩・兄、ホウライ）

1989年
- 昆虫物語 みなしごハッチ（コオロギ）
- ミラクルジャイアンツ童夢くん（桑田真澄）

1990年
- 三丁目の夕日（山田さん）
- 魔法のエンジェルスイートミント（ポリス、漁師）
- 三つ目がとおる（アナウンサー、ガンジー、英、緒方刑事）

1992年
- それいけ!アンパンマン（おまわりさん）
- フランダースの犬 ぼくのパトラッシュ（番人）

1994年
- おまかせスクラッパーズ（ウエキ）

1995年
- あずきちゃん（トモの父）

1996年
- 赤ちゃんと僕（後藤正太郎）
- ガンバリスト! 駿（まり子の父）
- こちら葛飾区亀有公園前派出所（大前田長五郎）

1997年
- 救命戦士ナノセイバー（ゲートキーパー）

1998年
- カウボーイビバップ（男1）
- 星界の紋章（アイザン）
- 太陽の子エステバン（BS版）（トラスシンゴ）
- デビルマンレディー（父親）
- ポケットモンスター（小屋主）

1999年
- 週刊ストーリーランド（1999年 - 2001年、正夫、本部長、鑑定士1、内田刑事、室長）
- スーパードール★リカちゃん（ジョルジュ）
- BLUE GENDER（カダロフ警備隊長）
- 名探偵コナン（1999年 - 2002年、小田英明、林雅人、緒方常雄、猿渡秀朗、早河）

2000年
- 人形草紙あやつり左近（田所学）
- ゲートキーパーズ（機長、メカニックB）
- 幻想魔伝 最遊記（町長）
- 陽だまりの樹（戸塚静海）
- ブギーポップは笑わない Boogiepop Phantom（藤花の父）

2001年
- グラップラー刃牙（本部以蔵、栗谷川等）
- サイボーグ009 THE CYBORG SOLDIER（悪徳社長）
- ノワール（ウー）

2002年
- キディ・グレイド（犯人2）
- GetBackers-奪還屋-（氷虎）
- とっとこハム太郎（公園職員）

2003年
- 犬夜叉（阿佐野双樹）

2004年
- アストロボーイ・鉄腕アトム（カッター）
- 爆裂天使（サム）

2005年
- ギャラリーフェイク（市職員）
- プレイボール（部長先生、日本史の教師）

2006年
- 銀魂（2006年 - 2008年、イバラキ、天導衆、館長、店長、父ちゃん）
- シルクロード少年 ユート（烏孫王）
- ポケットモンスター アドバンスジェネレーション（ジンダイ）
- よみがえる空 -RESCUE WINGS-（安田鉄平）
- ローゼンメイデン オーベルテューレ（サラの父）

2007年
- エル・カザド（州知事）
- 風の少女エミリー（アーチボルト）
- 機動戦士ガンダム00（ブライアン・ステッグマイヤー）
- GR-GIANT ROBO-（マイク・ホッジス）
- D.Gray-man（デイシャの父）
- 天保異聞 妖奇士（縁成の男）
- REIDEEN（写真館店主）

2008年
- 狼と香辛料（査定係り）
- ゴルゴ13（機長、バーテン、クランプの秘書）
- 全力ウサギ（ショクツウ）
- バンブーブレード（監督）
- Mnemosyne-ムネモシュネの娘たち-（センセイ）

2009年
- VIPER'S CREED（将校）
- DARKER THAN BLACK -流星の双子-（レプーニン）
- 鋼の錬金術師 FULLMETAL ALCHEMIST（ティム・マルコー）
- はじめの一歩 New Challenger（ビル・スチュワート）
- Phantom 〜Requiem for the Phantom〜（サイモン・ガント）
- ポケットモンスター ダイヤモンド&パール（ジンダイ）
- ミチコとハッチン（部長）

2010年
- こばと。（吹田弁護士）
- GIANT KILLING（不破）
- ひめチェン!おとぎちっくアイドル リルぷりっ（サンタ）
- RAINBOW-二舎六房の七人-（セコンド）

2011年
- イナズマイレブンGO（2011年 - 2012年、金山郷造）
- TIGER & BUNNY（ロバート）
- ブレイド（ゴンドウ署長）
- ポケットモンスター ベストウイッシュ（2011年 - 2012年、ゼーゲル博士） - 2シリーズ

2012年
- キングダム（宮元）
- NARUTO -ナルト- 疾風伝（ディソナス）

2014年
- ガンダムビルドファイターズ（ジョン・マッケンジー）
- ダイヤのA（菊川早苗）
- 棺姫のチャイカ AVENGING BATTLE（ヴィクトル・イズマッシュ）

2016年
- くまみこ（帽子の中年）
- 聖戦ケルベロス 竜刻のファタリテ（バッハロッパ、ナレーション）

2018年
- ルパン三世 PART5（バーキン）

2019年
- ルパン三世 グッバイ・パートナー（補佐官）

2020年
- アルテ（司祭）

### 劇場アニメ
1980年代
- 冒険者たち ガンバと7匹のなかま（1984年）
- タッチ 背番号のないエース（1986年、テレビアナ）
- タッチ2 さよならの贈り物（1986年、TVアナ）
- タッチ3 君が通り過ぎたあとに -DON'T PASS ME BY-（1987年、ニュースアナ）

1990年代
- ダークサイド・ブルース（1994年、暗殺者A）

2010年代
- おまえ うまそうだな（2010年、マイアサウラのボス）
- 劇場版 機動戦士ガンダム00 -A wakening of the Trailblazer-（2010年、参謀議長）
- 劇場版イナズマイレブンGO 究極の絆 グリフォン（2011年、金山郷造）

2020年代
- アリスとテレスのまぼろし工場（2023年、橘仁志）

### OVA
1987年
- 魔女っ子クラブ四人組 A空間からのエイリアンX（ナレーター）

1988年
- アップルシード（TVアナウンサー）

1989年
- 銀河英雄伝説（グエン・バン・ヒュー）
- トップをねらえ!（オペレーター男1、キクチ摩砂典）

1990年
- THE八犬伝（娼内）
- 緑山高校 甲子園編（アンパイア）

1991年
- 江口寿史の寿五郎ショウ（クリーニング屋、外人、会社員）

1992年
- 源氏（兵士A）
- ハンサムな彼女（三浦国良）

1993年
- 今日から俺は!!
- ジェノサイバー 虚界の魔獣（副長）
- ブラック・ジャック（アナウンサー）

1994年
- 気分は形而上 実在OL講座（テレビアナ）
- コズミック・ファンタジー 銀河女豹の罠

1995年
- こどものおもちゃ（羽山の父）
- 卒業 〜Graduation〜（美夏の父）

1997年
- AIKa（クライアント）

1999年
- 菜々子解体診書（大統領）

2006年
- トップをねらえ2!（作戦部主任、長老B）

2008年
- やなせたかしメルヘン劇場 てんしのぐらたん（ぐらたんのパパ）

2009年
- 聖闘士星矢 THE LOST CANVAS 冥王神話（老神父）

2014年
- 銀魂「布団に入ってから拭き残しに気付いて寝るに寝れない時もある」（洞爺湖の父ちゃん〈屈斜路湖〉）

### Webアニメ
- ポケモンジェネレーションズ（2017年、ジャロ）
- TIGER & BUNNY 2（2022年、ロバート）
- Shenmue the Animation（2022年、朱元達）

### ゲーム
2004年
- トゥルー・クライム：STREETS OF LA（ラファティ）

2007年
- Microsoft Flight Simulator X

2010年
- ゴッド・オブ・ウォーIII
- スプリンターセル コンヴィクション
- NARUTO -ナルト- 疾風伝 キズナドライブ（天霧ゲンスイ）
- 鋼の錬金術師 FULLMETAL ALCHEMIST 約束の日へ（ティム・マルコー）

2011年
- イナズマイレブンGO シャイン/ダーク（金山郷造）

2013年
- TIGER & BUNNY 〜HERO'S DAY〜（ロバート）

2016年
- ウィッチャー3 ワイルドハント 血塗られた美酒（レジス）
- League of Legends（ジリアン）

2022年
- 鋼の錬金術師 MOBILE（ティム・マルコー）

### ドラマCD
- 英雄伝説IV 朱紅い雫シリーズ（ガウェイン）
- 拝み屋横丁顛末記（高田）
- ストリートファイターZERO2外伝 さくら・もっとも危ない女子高生（バーディー、男3、先生1）
- 創竜伝（蚩尤、竜堂司）
- はじめの一歩（藤井記者）
- ベルサイユのばら -忘れ得ぬ人・オスカル-（リアンクール侯爵）
- 方言恋愛（小谷内正）

### ラジオドラマ
- 超人ロック（レイザーク）

### 吹き替え

#### 担当俳優
ジョナサン・プライス
- ザ・クラウン（エディンバラ公フィリップ）
- 2人のローマ教皇（ホルヘ・マリオ・ベルゴリオ）
- 窓際のスパイ（デイヴィッド・カートライト）

#### 映画（吹き替え）
- アイ・アム・デビッド（収容所の将校）
- 愛と青春の鼓動（ボビー・ヘイズ）
- アイ・ラブ・トラブル（ウィルソン・チェス〈ダン・バトラー〉）
- アイランド ※テレビ朝日版
- アイランド（産婦人科医）
- 愛を殺さないで（アーサー・ケロッグ〈ジョン・パンコウ〉）
- アウト・フォー・ジャスティス（ボビー・ルポ刑事）※テレビ朝日版
- アウトロー・ポリス/傷だらけのバッジ（タイ・カーター〈ゲイリー・チョーク〉）
- 赤い標的 THE BREAK UP
- アクシデンタル・スパイ（弁護士〈アルフレッド・チョン〉、神父）※ソフト版
- アクトレス
- 悪魔の受胎（ディーン、ロイ〈ロバート・ピュー〉）
- あなただけ今晩は（タトゥーの船員〈ビル・ビクスビー〉）※TBS版
- あなたに降る夢（エディ・ビアジ〈スタンリー・トゥッチ〉）
- アビス（モンク少尉）※ソフト版
- ア・フュー・グッドメン（ローレンス中佐）
- アポロ13 ※フジテレビ版
- アメリア 永遠の翼（司会者）
- アルマゲドン（ピート・シェルビー）※フジテレビ版
- アレックス（ミック）
- 暗黒英雄伝
- アンドリューNDR114（ビル・ファインゴールド弁護士〈ジョン・マイケル・ヒギンズ〉）※ソフト版
- アンドロメダ…（マーク・ホール博士〈ジェームズ・オルソン〉）※ソフト版
- E.T.（少佐）※VHS・BD版
- 今そこにある危機 ※テレビ朝日版
- インヴィンシブル 栄光へのタッチダウン（ウェイド・チェンバーズ〈ジャック・ケーラー〉）
- インディ・ジョーンズ/魔宮の伝説 ※日本テレビ版
- イントルーダー 怒りの翼（ボックスマン〈トム・サイズモア〉）※ソフト版
- IMPACT インパクト
- インモラル捜査官（ウェイン・ホーキング）
- ヴァンパイア/最期の聖戦 ※テレビ東京版
- ウィロー ※ソフト版
- ウィンチェスター銃'73（ジャック・ライカー）※ソフト版
- ウィンブルドン（イアン・フレイジャー）
- ウェドロック（ピュース）※VHS版
- ウォール街（マーヴィン〈ジョン・C・マッギンリー〉）※フジテレビ版
- ウォルター少年と、夏の休日（ラルフ〈マイケル・オニール〉）※ソフト版
- ウォンテッド（ロバート・アジズ〈イーライ・ダンカー〉）
- 噂のモーガン夫妻（ヴィンセント〈マイケル・ケリー〉）
- 運命の扉（シーモア・ボーン〈ブラッド・ドゥーリフ〉、マイケル・モレッティ〈アーマンド・アサンテ〉）
- エアフォース・ワン（イングラハム〈カール・ワイントローブ〉）※日本テレビ版
- 永遠のアフリカ（マイク・ドノヴァン〈イアン・ロバーツ〉）
- エイセス/大空の誓い（チコ〈レイ・マンシーニ〉）※ソフト版
- エイリアン・コップ（クリス[19]）
- エイリアン3 完全版
- エイリアン・ネイション3（ロジャー・ベンソン）
- エース・ベンチュラ（女性の元夫）※ソフト版
- エスケープ・フロム・L.A.（サイゴン・シャドウ〈ジェフ・イマダ〉）※フジテレビ版
- エニイ・ギブン・サンデー（ケヴィン・ブランソン）※ソフト版
- L.A.大捜査線/狼たちの街（ジョン・ヴコヴィッチ〈ジョン・パンコウ〉）
- エル・コルテス（カルロ・ルッソ）
- オーストラリア
- オールウェイズ ※日本テレビ版
- 追いつめられて（ビル）※テレビ朝日版
- 黄金作戦 追いつ追われつ（ブラウン）
- 狼 男たちの挽歌・最終章（殺し屋）※ソフト版
- おかしなおかしな訪問者
- 男たちの挽歌 II（キン〈ケネス・ツァン〉）※ソフト版
- オレはギャング ガーディニア（ストリッパーのひも、ボーイ長）
- ガーディアン/森は泣いている（刑事〈ザンダー・バークレー〉）※テレビ朝日版
- 壊滅大津波（ヴィクター・バニスター〈トム・スケリット〉）
- カサブランカ（バーガー）※テレビ東京版
- 華氏911
- 火星人ゴーホーム!（デニス）
- ガタカ（アントニオ〈イライアス・コティーズ〉）※DVD・VHS版
- 喝采の陰で（ロジャー・スレシンジャー）
- カリートの道（ノーウォーク検事〈ジェームズ・レブホーン〉）
- カル（ユ課長）
- カレの嘘と彼女のヒミツ（カール〈スティーヴン・トボロウスキー〉）
- ガンクレイジー
- ガンジー ※フジテレビ版
- ガン・ホー（トニー）
- ガンマン無頼（ディック）※テレビ東京版
- キス・オブ・ザ・ドラゴン（ルポ）※ソフト版
- 奇跡の歌（ヴィック〈ジョー・グリファシ〉）
- キックボクサー2（リングアナウンサー）※VHS版
- ギフト（トミー・リー・バラード〈ダニー・エルフマン〉）
- キャプテン・キッドの宝島
- キャプテン・ブーリーの大冒険（ラトバグ）
- Q&A（シルヴェスター、ブルーノ・ヴァリ）※ソフト版
- キューティ・ツインズ/シュートをねらえ!（ラリー・バージ〈ニック・サーシー〉）
- 9000マイルの約束（カメリアフ中尉〈アナトリー・ヴラディミロヴィチュ・コテニョフ〉）
- 恐竜島の秘密（スタントン）
- キラー・ネット 殺人ゲームへようこそ（ジョージ・コルビー刑事）
- キリング・ミー・ソフトリー（牧師）※ソフト版
- 銀河伝説クルール
- キング・オブ・ザ・ヴァンパイア（エンリコ・ヴァレンジ博士〈ジャンカルロ・ジャンニーニ〉）
- キングコング ※日本テレビ版
- クール・ランニング（ラリー）※ソフト版
- クライング・ゲーム（デヴロー）
- クリフハンガー（デルマー〈クレイグ・フェアブラス〉）※ソフト版
- クリムゾン・タイド ※テレビ朝日版
- グレート・ウォリアーズ/欲望の剣（オーベック〈ブルーノ・カービー〉）
- グレート・ブルー
- クレイジー・イン・アラバマ（ラリー・ラッセル弁護士、アレクサンダー・パウエル）
- グローリー（看護兵〈イーサン・フィリップス〉）※ソフト版
- グローリー・ロード（マット・ペイヴラー）
- クローンズ
- クロコダイル・ダンディー（トレヴァー、アンジェロ、バジー）※テレビ朝日版
- クロコダイル・ダンディー2（ナゲット）※フジテレビ版
- クロッカーズ（エロル・バーンズ）
- K-9/友情に輝く星（チャド）※ソフト版
- 刑事ジョン・ブック 目撃者 ※テレビ朝日版
- ケイティ（ハリソン・ホバートSr）
- ゲッタウェイ（ハロルド・カーヴェイ〈ジェームズ・スティーヴンス〉）※ソフト版
- 拳王伝説・燃えよファイター
- ゴースト/ニューヨークの幻（アーセニオ・ホール）※ソフト版
- ゴールデン・チャイルド ※テレビ朝日版
- 恋のゆくえ/ファビュラス・ベイカー・ボーイズ（テオ）※機内上映版
- 交渉人（アージェント〈ティム・ケルハー〉）※テレビ朝日版
- 告発（ヘンキン〈スティーヴン・トボロウスキー〉）
- 告発の行方（ウェンライト弁護士〈スコット・ポーリン〉）※テレビ朝日版
- 心のままに（現場監督〈ビル・プルマン〉）
- コナン・ザ・グレート ※日本テレビ版
- この胸のときめき（マイク、トニー）
- コブラ ※TBS版
- コラテラル・ダメージ（ロチャ）※ソフト版
- コレリ大尉のマンドリン（補給係将校）
- コンクエスタドール（ヤスキエル〈ズビグニェフ・ザマホフスキ〉）
- コンクリート・ウォー（サリー・ボーイ）
- コンゴ ※フジテレビ版
- サーカス天国（カウボーイ、ピエロA）
- 13F（ジェインの弁護士〈レオン・リッピー〉）
- 最凶家族計画（スペンサー医師）
- サイバーロボ（ヘリパイロット）
- サイボーグ（マーシャル・ストラット）※テレビ朝日版
- 再来!キョンシーズ（強盗）
- ザ・ヴァイキング
- ザ・ウォッチャー（ミッチ・キャスパー〈ロバート・チッチーニ〉）※ソフト版
- ザ・コンテンダー（ジェリー・トリヴァー〈ソウル・ルビネック〉）
- ザ・シークレット・サービス（チャベス捜査官〈ジョシュア・マリーナ〉）※ソフト版
- サドン・デス ※テレビ朝日版
- ザ・フォッグ（ディック・バクスター）※テレビ朝日版
- ザ・リング（デイブ）※フジテレビ版
- サンダー/怒りの復讐
- サンダーアーム/龍兄虎弟 ※フジテレビ版
- サンダーハート（ラジオパーソナリティ）
- サンタクロース ※テレビ朝日版
- サンタ・バディーズ 小さな5匹の大冒険（執事のジェームズ）
- サンタリア 魔界怨霊
- 3人のエンジェル（ヴァージル〈アーリス・ハワード〉）
- シー・オブ・ラブ（ダーガン）※ソフト版、（レイモンド・ブラウン〈マイケル・オニール〉）※テレビ朝日版
- シークレット・レンズ
- JFK（パウエル）※ソフト版
- シェイクダウン（エージェント・グリーンウッド）
- ジェシカおばさんの事件簿/寒い国から来た標的（ボブ・メンコフスキー警部補〈ジェイ・アコヴォーン〉）
- シカゴ・コネクション/夢みて走れ（ホアン・マルティネス）
- 地獄の処刑コップ 復讐の銃弾!（ジミー・ウォン〈ユウジ・オクモト〉）
- 60セカンズ（メイヒュー刑事〈カーメン・アルジェンツィアノ〉）※ソフト版
- シドニー・シェルダン/時間の砂
- 死の標的（ネスタ〈ヴィクター・ロメロ・エヴァンス〉）※ソフト版
- シャーロック・ホームズ/四つの署名（ジョナサン・スモール）
- ジャッカル ※ソフト版
- ジャック・サマースビー（ウェッブ弁護士〈レイ・マッキノン〉）※ソフト版
- シャドウ・オブ・ヴァンパイア（ヘンリク・ガリーン〈アデン・ジレット〉）
- シャフト（ルーガー〈リー・ターゲセン〉）
- シャロウ・グレイブ（ティム）
- シューター（ディック・パウエル〈ギャヴァン・オハーリー〉）※VHS版
- 十福星（ヒゲ〈フォン・ツイファン〉）
- シュガー・ヒル（ハリー・モリーノ、サル・マルコーニ）
- ジュラシック・パーク（ルイス・ドジスン）
- シュリ（上官）※ソフト版
- シュリンジ（ジム・シェルドン〈アンソニー・ジョン・デニソン〉、シルヴァーノ）
- ジョーズ3
- ショート・サーキット2 がんばれ!ジョニー5（スレイター）※VHS版
- 笑撃生放送! ラジオ殺人事件（デクスター・モリス〈コービン・バーンセン〉、ワイルドな脚本家〈ボブキャット・ゴールドスウェイト〉）
- 傷心/ジェームズ・ディーン愛の伝説（エリア・カザン〈カーメン・ロマーノ〉）
- 処刑ライダー（オギー）※TBS版
- ジョン・キャンディの夢におまかせ
- シリアナ（テリー副長官〈ジェイミー・シェリダン〉）
- 白い嵐（サンダース大佐〈ジェリコ・イヴァネク〉）
- 白と黒の恋人たち（マルコ）
- 人生スイッチ（サルガド〈ダリオ・グランディネッティ〉）
- シンデレラマン（アル・フェイジン〈ランス・ハワード〉）
- シンドラーのリスト（マルセル・ゴールドバーグ）
- 新ポリス・ストーリー Pom Pom（ペンキ職人〈デニス・チャン〉）
- スカイランナー（ハーマン校長）
- 過ぎゆく時の中で（ペイトリック）
- スクワント/伝説の勇者（ハーディング）
- スコーピオン
- スター・ウォーズシリーズ
  - スター・ウォーズ エピソード4/新たなる希望 ※ソフト版
  - スター・ウォーズ エピソード5/帝国の逆襲 ※ソフト版
  - スター・ウォーズ エピソード6/ジェダイの帰還（ティアン・ジャージャロッド総督〈マイケル・ペニントン〉）※ソフト版
- スターフライト・ワン（クリス）
- スティーヴン・キング/痩せゆく男（ダンカン・ホープリー署長〈ダニエル・フォン・バーゲン〉）
- スティル・ブラック（ロン）
- ストーカー（ポール・アウターブリッジ刑事〈クラーク・グレッグ〉）
- ストーン・コールド
- ストレンジャー（デュダコフ〈ユージン・リピンスキ〉）
- スナイパー（ハンク・ウィルフォード〈ハート・ボックナー〉）
- スノーデイ/学校お休み大作戦（ゼルウィガー〈イギー・ポップ〉）
- スノー・バディーズ 小さな5匹の大冒険（フィリップ〈ポール・レイ〉）
- スピード2（ハーブ'マック'マクマホン隊長〈ジョー・モートン〉）※フジテレビ版
- スペースインベーダー（ケニー）
- スペースボール
- すべての美しい馬（スミス保安官代理）
- スラップ・ショット（ディッキー・ダン〈M・エメット・ウォルシュ〉）※ソフト版
- スリーメン&ベビー（ポール、売り子）※フジテレビ版
- スリー・リバーズ（トニー・サッコ〈ティモシー・バスフィールド〉）※ソフト版
- セイブ・ザ・ラストダンス（審査員）
- 絶叫屋敷へいらっしゃい
- ソードフィッシュ（トーレス）※ソフト版
- ゾディアック（アル・ハイマン）
- ソルジャー ※フジテレビ版
- ソルジャー・ゴールド（フント）※VHS版
- ゾンビ伝説（フリオ）
- ダーク・アベンジャー/暗闇からの復讐者（ガンダーソン）
- ダークエンジェル（ホーキンス）
- ダークネス
- ダーティ・シェイム（ロスミラー〈チャールズ・S・ダットン〉）
- ターミネーター（男性客2）※VHS版
- タイガーランド（部隊長）
- ダイ・ハード（テオ〈クラレンス・ギルヤード〉）※ソフト版、（アレクサンダー）※機内上映版
- ダイ・ハード2（バーク〈ジョン・レグイザモ〉）※テレビ朝日版
- タイムコップ2（ニール・ジョンソン）
- タイムボンバー ※VHS版
- ダイヤルM（ロジャー・ブリル）※ソフト版
- TAXi②（ベルトラン大佐）※フジテレビ版
- タッカー
- 旅する女/シャーリー・バレンタイン（ブライアン）
- 007シリーズ
  - 007/ダイヤモンドは永遠に（クラウス・ハーガシャイマー〈エド・ビショップ〉）※TBS新録版
  - 007/死ぬのは奴らだ（靴みがき）※TBS新録版
  - 007/私を愛したスパイ（レンジャー艦船員）※TBS新録版
  - 007/美しき獲物たち（チャック・リー）※TBS版
  - 007/リビング・デイライツ（スタッグ軍曹）※ANA機内上映版
  - 007/消されたライセンス（ダリオ〈ベニチオ・デル・トロ〉）※ANA機内上映版[20]
  - 007 トゥモロー・ネバー・ダイ（ジェフ・ホッブズ）※フジテレビ版
- ダメージ（ピーター・ウェッツラー〈ピーター・ストーメア〉）※ソフト版
- 誰かに見られてる（クーンツ）
- タワー（消防隊員）
- ダンス・ウィズ・ウルブズ ※日本テレビ版
- 小さな贈りもの（ハースト警部〈キース・デイヴィッド〉）
- チャーリー・シーンのミスター・グッド・アドバイス（テッド〈ジョン・デ・ランシー〉）
- チャイニーズ・ウォリアーズ（サン〈フォン・ハックオン〉）
- チャイニーズ・ゴースト・ストーリー2 ※ソフト版
- ツイ・ハークのゴーストホーム/13日の金曜日の妻たちへ（ウー〈シン・フィオン〉）
- ツイン・タウン（ドッジー〈デヴィッド・ハイマン〉）
- ツイン・ドラゴン（警部 / ガードマン〈デヴィッド・チャン〉）※テレビ朝日版
- 月の輝く夜に（ロニー〈ニコラス・ケイジ〉）※JAL機内上映版
- 冷たい月を抱く女（マシュー・ロバートソン）※テレビ東京版
- D&D/完全黙秘（警視〈ダミアン・ラウ〉）
- ディスクロージャー（ジョン・コンリー・ジュニア）※ソフト版
- ディック・トレイシー（バグ・ベイリー）
- TINA ティナ（ロジャー・デイヴィス）
- ティモシーの小さな奇跡（マーティ〈ティム・ギニー〉）
- デス・ハント（クラレンス〈モーリー・チェイキン〉、無線）
- デスペラード ※ソフト版
- テックス（ケリー）
- デッドフォール ※テレビ朝日版
- デルタ・フォース（ムスタファ、サミール）
- 特殊部隊フォースメジャー/ハイジャック殲滅作戦（フリデツキー）
- ドク・ハリウッド（カイル）※ソフト版
- ドッグ・ショウ!（ホテルマネージャー〈エド・ベグリー・ジュニア〉）
- トップガン（通信兵）※フジテレビ版
- トップ・シークレット（ウェイター、学生）
- ドナー（ヘクター・アリオサ〈グレゴリー・シエラ〉）
- 隣のヒットマン（ハンソン捜査官〈ハーランド・ウィリアムズ〉）
- ドライビング Miss デイジー（州警察官〈レイ・マッキノン〉）※VHS版
- ドラグネット 正義一直線（ドラッグ・ペイガン、チンピラ）※機内上映版
- トラフィック（アーニー〈デニス・クエイド〉）
- ドリーマーズ（父〈ロバン・ヌルーチ〉）
- ドリームスケープ（トミー・レイ・グラットマン〈デヴィッド・パトリック・ケリー〉）
- ナイトウォッチ（大学教授）
- ナイトライフ
- 南北酔拳（偽ソー・ハーイー）
- 2番目のキス（アル・ウォーターマン〈ジャック・ケーラー〉）
- ニューヨーク東8番街の奇跡（ベニー）※ソフト版
- ネイビーシールズ（レアリー）※テレビ朝日版
- 農場の死（ナイジェル〈ジェローム・フリン〉、本屋）
- バーシティ・ブルース
- バースデイ・ガール（ロバート・モーズリー）
- バード・オン・ワイヤー ※テレビ朝日版
- バードケージ（イーライ・ジャクソン上院議員）※ソフト版
- ハード・トゥ・キル（ナイフを持ったチンピラ）※テレビ朝日版
- パーフェクト・クリーチャー
- パーフェクト・センス（ボス）
- パーフェクト・ワールド（ボブ・フィールダー、ラリー・ビリングス）※ソフト版、（トム・ヘンドリックス、ラリー・ビリングス）※テレビ東京版
- ハーレム・ナイト（トニー〈デヴィッド・マルシアーノ〉、トミーの弟〈アーセニオ・ホール〉）※ソフト版
- π
- バイオレンス・コップ/復讐計画（殺し屋）
- ハイスクール・ドリーム（チーズ〈ルイス・アークエット〉）
- ハイスクール・ミュージカル/ザ・ムービー（実況アナ）
- ハイランダー3/超戦士大決戦（ジョン・ステン警部補）
- バカルー・バンザイの8次元ギャラクシー（ジョン・パーカー〈カール・ランブリー〉）
- 裸の銃を持つ男（ジム・パーマー）※テレビ朝日版
- 裸足の1500マイル（ナレーター、ムードゥ）
- バタフライ・エフェクト3/最後の選択（ジャック・ニコラス〈ヒュー・マグワイア〉）
- バック・トゥ・ザ・フューチャーシリーズ
  - バック・トゥ・ザ・フューチャー（ゴールディー・ウィルソン〈ドナルド・フュリラブ〉）※ソフト版、（ドラマー）※テレビ朝日版
  - バック・トゥ・ザ・フューチャー PART2（ゴールディー・ウィルソン3世〈ドナルド・フュリラブ〉、3-D〈ケイシー・シーマツコ〉）※ソフト版、（ホワイティ〈ジェイソン・スコット・リー〉）※テレビ朝日版
  - バック・トゥ・ザ・フューチャー PART3（ビュフォードのギャング仲間#3〈マイク・ワトソン〉、ジョージ・マクフライ〈ジェフリー・ウェイスマン〉）※ソフト版
- バット★21（ジェイク・スコット少佐）※VHS版、（ロス・カーヴァー〈デヴィッド・マーシャル・グラント〉）※TBS版
- バッド・インフルエンス/悪影響（ピズモ・ボール〈クリスチャン・クレメンソン〉）
- バットマン リターンズ（チップ・シュレック〈アンドリュー・ブリニアースキー〉）※ソフト版
- 800万の死にざま
- バッフィ/ザ・バンパイア・キラー
- パニッシャー
- ハネムーン・イン・ベガス（プレーヤー）
- パパと呼ばれて大迷惑!?（ラザーロ所長〈ボブ・ガントン〉）
- ハムナプトラ/失われた砂漠の都（ダニエルズ〈コーリイ・ジョンソン〉）※ソフト版
- パリ警視J（アンジェロ、スピード、男3、給仕長、胴元）
- パリの恋人（マルセル）※機内上映版
- 遥かなる大地へ（パディ・ドネリー〈ジャレッド・ハリス〉）
- バルティック・ストーム（アルヴォ・カッラス船長代理、ガイ・ロイター、オヴァスカ）
- ハロウィンII（救急隊員〈ロジャー・コールマン〉）
- ハロウィン5 ブギーマン逆襲（ニック・ロス保安官代理〈フランキー・コモ〉）※VHS版
- ハワーズ・エンド（チャールズ・ウィルコックス〈ジェームズ・ウィルビー〉）
- ハワード・ザ・ダック/暗黒魔王の陰謀（ジンジャー・モス〈トミー・スワードロー〉、ハンセン）※TBS版
- ハンガー・ゲーム（クラウディウス・テンプルスミス〈トビー・ジョーンズ〉）
- ハンガー・ゲーム2（クラウディウス・テンプルスミス〈トビー・ジョーンズ〉）
- バンガー・シスターズ（ホテルのフロント〈コール・サダス〉、ガソリンスタンドの店員）※ソフト版
- パンドラ・プロジェクト（スティーヴン・シューマー）
- ハンナとその姉妹（スミス医師）
- PAN 〜ネバーランド、夢のはじまり〜（族長〈ジャック・チャールズ〉[21]）
- ハンバーガー・ヒル（テリー・イーデン）
- ピースキーパー（デッカー）※VHS版
- ヒー・セッド、シー・セッド/彼の言い分、彼女の言い分（マーク〈アンソニー・ラパーリア〉）
- ビッグ・グリーン/でこぼこイレブン大旋風（実況アナウンサー）
- 羊たちの沈黙（ピルチャー、クラリスの父）※VHS版
- ビバリーヒルズ・コップ（ジェフリー〈ポール・ライザー 〉）※テレビ朝日版
- ビバリーヒルズ・コップ3（レヴィン〈ジョン・テニー〉、消防士〈ジョン・シングルトン〉）※フジテレビ版
- ひみつの番人（エディ）
- ビューティフル・マインド（教授）
- ピンク・パンサー5 クルーゾーは二度死ぬ（ケイトー・フォン〈バート・クウォーク〉）
- WHO AM I? ※テレビ朝日版
- ブーメラン（タイラー〈マーティン・ローレンス〉）※ソフト版
- ファーストフード・ネイション（ハリー・リデル〈ブルース・ウィリス〉）
- ファースト・ミッション（ミンの兄、特警隊隊員〈ユン・ケイ〉）
- ファングルフ/月と心臓（ピゴット医師〈ティエリー・レルミット〉）※ソフト版
- ファンタスティック・フォー 超能力ユニット ※日本テレビ版
- フィフス・エレメント（フィンガー、ベビー・レイ）※テレビ朝日版
- フィラデルフィア（ボブ・サイドマン〈ロン・ボーター〉、クレンスティン医師）
- フォー・フレンズ/4つの青春（男B、男C）
- フォーリング・ダウン（ニック〈フレデリック・フォレスト〉）※ソフト版
- フォレスト・ガンプ/一期一会（ジェニーの父）※フジテレビ版
- 不機嫌な赤いバラ（ボブ・ハッチャーソン）
- フットルース（ショー・ムーア〈ジョン・リスゴー〉）※ソフト版
- プライベート・パーツ（フレッド〈フレッド・ノリス〉）
- ブラッド・イン ブラッド・アウト（ボナファイド〈デルロイ・リンドー〉、ビッグ・アル）
- フラバー うっかり博士の大発明（レニー）
- フラバァ・デラックス（ハンフリー・ハッカー）
- ブランク・チェック/100万ドル大作戦!（リッグス）
- プリティ・リーグ（ボブ・ヒンソン〈ビル・プルマン〉）※ソフト版
- ブルースカイ
- ブレーキ・ダウン（ジミー、銀行のカウボーイ）※ソフト版
- ブレイド2（プリースト〈トニー・クーラン〉）※ソフト版
- プレデター2 ※テレビ朝日版
- ブロークン・アロー（サム・ローズ隊長〈ヴォンディ・カーティス＝ホール〉）※テレビ朝日版
- プロジェクトA2 史上最大の標的（タイガー〈チャーリー・チャン〉）※フジテレビ版
- フロント・ページ（ロバート・リー）
- ペイダート/この家、一獲千金!
- ペイバック ※日本テレビ版
- ベイビー・トーク2/リトル★ダイナマイツ ※ソフト版
- ベスト・キッド4
- ベスト・フレンズ・ウェディング ※ソフト版
- ヘビーウェイト サマー・キャンプ奪還作戦（モーリー・ガーナー〈ジェフリー・タンバー〉）
- ヘルハザード/禁断の黙示録（エズラ・ウォード）
- ボーイズ・オン・ザ・サイド（マサレーリ検事〈デニス・ボウトシカリス〉）
- ボーデロ・オブ・ブラッド/血まみれの売春宿（ヴィンセント・プレイザー）
- ポエトリー、セックス（ビル・マクドナルド）
- 星の王子 ニューヨークへ行く（バスケットボール会場の売り子〈ヴォンディ・カーティス＝ホール〉）※ソフト版、（バーガーショップの強盗〈サミュエル・L・ジャクソン〉、路上の強盗〈ルーベン・サンチャゴ＝ハドソン〉）※フジテレビ版
- ホット・スポット（保安官〈バリー・コービン〉）※VHS版
- ボディ・トーク（巡査〈ジェレミー・ピヴェン〉）
- 炎の大捜査線
- ポリスアカデミー3 全員再訓練!（コープランド）
- ポリスアカデミー4 市民パトロール（コープランド）
- ホワイトファング（闘犬場の客）
- マーキュリー・ライジング（ステイズ〈ピーター・ストーメア〉）※テレビ朝日版
- マーシャルの奇跡（ジーン・モアハウス）
- マーシャル・ロー（カリル・サレフ）
- マーメイド・ボーイ 僕って人魚!?（シュワルツ医師）
- マイノリティ・リポート
- マイホーム・コマンドー
- マキシマム・リスク ※テレビ朝日版
- 魔女は16才（デヴィッド）
- 抹殺者（アブ・ユセフ）
- マッド・アバウト・マンボ（フランク・マリン）
- マッド・シティ（トラヴィス・バーソロミュー）※フジテレビ版
- マネー・トレーダー 銀行崩壊（トニー・ホウズ〈ティム・マッキナリー〉）
- マネー・ピット（ジミー、ワン〈ツィ・マー〉）※TBS版
- 真夜中の処刑ゲーム（男）
- マルキ（ジャコ、看守）
- マルコヴィッチの穴（男）
- マルコ・ポーロ/東方見聞録（チェンチュ〈ケイ・トン・リム〉）
- ミザリー（シャーマン・ダグラス署長〈J・T・ウォルシュ〉）※ソフト版
- Mr.3000（重役、ジェイ・レノ）
- ミスト（バド・ブラウン）
- ミッション:インポッシブル（ウィリアム）※フジテレビ版
- ミッション:インポッシブル2（ビリー・ベアード〈ジョン・ポルソン〉）※ソフト版
- ミッドナイトクロス（フレディ・コルソ）※テレビ朝日版
- ミナ
- 身代金（ラリー）※テレビ朝日版
- ミュータント・ニンジャ・タートルズ2（バーのオーナー〈ジョセフ・アモデイ〉）※ソフト版、（助手 他）※劇場公開版
- ミラクル（ジム・マッケイ）
- ミレニアム/1000年紀（ジャンズ〈ピーター・ドゥヴォルスキー〉、ジェリー・バニスター〈マイケル・J・レイノルズ〉、男声アナウンス）
- みんなのうた（ラーズ・オルフェン〈エド・ベグリー・ジュニア〉）
- メイド・イン・アメリカ（ドウェイン監督〈ショーン・レヴィ〉）
- メガロ/人質奪還指令（ブライアン・オフラハティ〈パトリック・キルパトリック〉）
- めぐり逢う大地（ベリンジャー）
- メル・ブルックスの大脱走（ドビッシュ〈ジャック・ライリー〉、役者4）
- メン・オブ・ウォー（ライル）
- 燃えよデブゴン お助け拳（キム）
- 燃えよデブゴン9（不死身のシュン）
- 燃えよドラゴン（警官）※TBS版
- 黙示録2009 隕石群襲来（ジョン・ブライトン〈トーマス・キャラブロ〉）
- 黙秘（ピーター〈エリック・ボゴシアン〉）※ソフト版
- モリー先生との火曜日（アルドー）
- 野獣特捜隊（チャン警視）
- 野獣の瞳（山田のトレーナー〈國村隼〉）
- ユア・マイ・サンシャイン
- 夢を生きた男/ザ・ベーブ（ガイ・ブッシュ〈リチャード・タイソン〉）※ソフト版
- ユン・ピョウ in ドラ息子カンフー
- 夜明けのゾンビ（ジョンソン軍医〈スティーヴン・マクハティ〉）
- 40歳の童貞男（ハジズ）
- 48時間（ルーサー〈デヴィッド・パトリック・ケリー〉）※日本テレビ新録版
- 48時間PART2/帰って来たふたり ※ソフト版
- ライオンハート（ムスタファ）※ソフト版
- ラスト・キャッスル（ダフィ）
- ラスト・ショット（エリック・ロバーツ、バス停の男）
- ラストタイム 欲望が果てるとき（ジョン・ホイットマン〈ダニエル・スターン〉）
- ラットレース（博打打ち、ツアーガイド、テストドライバー）
- ラピッド・ファイアー（ポール・ヤン、ネイサン・ウェスリー）※ソフト版
- 乱気流/タービュランス ※ソフト版
- ランボー（ウォード〈クリス・マルケイ〉）※フジテレビ版
- ランボー/怒りの脱出 ※フジテレビ版
- リーサル・ウェポンシリーズ
  - リーサル・ウェポン2/炎の約束（エディ・エステバン〈ネスター・セラーノ〉）※テレビ朝日版、（領事館の使節）※TBS版
  - リーサル・ウェポン3（ハチェット〈ニック・チンランド〉）※ソフト版
  - リーサル・ウェポン4（イン刑事）※テレビ朝日版
- リコシェ/炎の銃弾（エリオット・フロイド本部長）※DVD版、（カイリー）※VHS版
- 理想の彼氏（ラビ）
- ルーキー（ランス）※TBS版
- Ray/レイ（サム・クラーク〈カート・フラー〉）
- 霊幻道士3 キョンシーの七不思議（招待客〈イップ・ウィンチョー〉）
- レインマン（レニー）※TBS版
- レッド・オクトーバーを追え!（カマロフ〈マイケル・ウェルデン〉）※ソフト版、（ロギノフ〈トーマス・アラナ〉）※TBS版
- レッド・スコルピオン ※ソフト版
- レッド・スコルピオン2（ヴィンス・ディアンジェロ〈ポール・ベン＝ヴィクター〉）
- レッド・ファミリー（チョ・ミョンシク〈ソン・ビョンホ〉）
- レリック（ロバート・オーウェン市長）
- 恋愛小説家（マーティン・ベッツ医師〈ハロルド・レイミス〉、カール）※DVD・VHS版
- レンタル・キッズ/お子様貸します!
- ロケッティア ※テレビ朝日版
- ロッキー4/炎の友情（アル・バンディエロ）※TBS版
- ロッキー5/最後のドラマ（ベンソン）※日本テレビ版
- ロッタちゃん はじめてのおつかい（バシリス〈レンツォ・スピネッティ〉）※ソフト版
- ロボコップシリーズ
  - ロボコップ（セシル）※テレビ朝日版
  - ロボコップ2（ステファン巡査〈マーク・ロルストン〉、チェト）※テレビ朝日版
  - ロボコップ3（ニコの父）※ソフト版、（パトカーと車をぶつけた男）※テレビ朝日版
- ワーキング・ガーイ（アグランデ〈ダン・カステラネタ〉）
- ワイルドシングス（ブライス・ハンター〈ジェフ・ペリー〉）※テレビ朝日版
- 私の頭の中の消しゴム ※ソフト版
- ワン・ナイト・スタンド（ヴァーノン〈カイル・マクラクラン〉）

#### ドラマ
- iCarly
- アウトバーン・コップ（フレッド）
- 悪魔の異形 #7（警官〈ロビン・ブラウン〉）#13（スティーヴ）
- アリー my Love（ハロルド・レーン弁護士〈ポール・ギルフォイル〉）
- アンダーカバー・ボス2 社長潜入調査
- ER緊急救命室
  - シーズン5 #18（ララメイ）
  - シーズン6 #12（スペンサー〈マイケル・マンテル〉）
  - シーズン7 #20（テレンス〈シド・ヒルマン〉）
- インディ・ジョーンズ/若き日の大冒険（運転手、ガストン少佐）
- ウェット・ホット・アメリカン・サマー: キャンプ1日目（クロード、マーティンソン）
- 宇宙へ 〜冷戦と二人の天才〜（ヴァレンティン・グルシュコ〈ラヴィル・イシヤノフ〉）
- ウルトラマンパワード（カタンガ〈イライアス・ガレゴス〉）
- Xファイル2016（ジョセフ・カトラー、ホームレス2）
- NCIS:LA 〜極秘潜入捜査班 シーズン3（ラリー・バッサー〈スコット・ポーリン〉）
- F.B.EYE!! 相棒犬リーと女性捜査官スーの感動!事件簿 #9（ティモシー・パークス）
- ELVIS エルヴィス（スティーヴ・ショルズ）
- オールイン 運命の愛（ソン・ジンス）
- OZ/オズ（ジェームス・デブリン〈ジェリコ・イヴァネク〉）
- 俺がハマーだ! シーズン2 #8（バニオン捜査官〈カート・フラー〉）、#9（スティーブン・シュミールマン）、#17（弾丸ジョーイ）
- 救命医ハンク3 セレブ診療ファイル（チャールズ・ウッドワード）
- 恐竜家族
- クリミナル・マインド9 FBI行動分析課（マーヴィン・コール〈デヴィッド・クレノン〉）
- クリミナル・マインド12 FBI行動分析課（ダン・リギンズ）
- クレオパトラ（オリンポス〈アート・マリック〉）※NHK版
- 刑事ナッシュ・ブリッジス（ジム・エドワーズ〈ラファエル・スバージ〉）
  - シーズン2 #2（ジェレッド・ラブ）
- コールドケース6（コリン・ブレイク）
- コールドケース7 ザ・ファイナル
- 恋するアンカーウーマン #9（ケニー・アプタウ）
- こちらブルームーン探偵社（デイヴィッド・アディスン〈ブルース・ウィリス〉）※追加収録部分
  - シーズン2 #18（カミーユの広報係〈デヴィッド・ペイマー〉）
  - シーズン3 #13（アラン・マクラファティ〈ゲイリー・コール〉）
  - シーズン5 #9（芸術家〈ケイリー＝ヒロユキ・タガワ〉）
- ザ・ケープ 漆黒のヒーロー
- ザ・コミッシュ（アーニー・メッツガー〈デヴィッド・ペイマー〉）
- ザ・ハンガー シーズン1 #10（リース）
- ザ・プラクティス ボストン弁護士ファイル（ダグ・フォーサイス〈ギャレット・M・ブラウン〉）
- CSI:6 科学捜査班（ジョナサン・ワックス〈ジェームズ・パークス〉）
- CSI:10 科学捜査班（フィン巡査〈ジャック・ブレシング〉、ジェフ・ジョンソン〈スタン・ショウ〉）
- CSI:マイアミ2（ロバート・マッケンジー〈クリー・グラハム〉）
- CSI:ニューヨーク（ジョンス・ウィントン）
- CSI:ニューヨーク2（Mr.ダグラス）
- シークレット・アイドル ハンナ・モンタナ（ケン・トラスコット〈ジョン・クライヤー〉）
- シドニー・シェルダンの明日があるなら（ポープ弁護士）※VHS版
- ジム・ヘンソンのストーリーテラー（グリフィン）
- SHERLOCK（シャーロック）
- シャーロック・ホームズの冒険 青い紅玉（ジョン・ホーナー）※追加収録部分
- シャクルトン/南極海からの脱出（トム・クリーン二等航海士〈マーク・マクガン〉、フランクス）
- ジョーイ シーズン2 #19（ゲイリー・スピンドラー）
- 新・刑事コロンボシリーズ
  - 殺意の斬れ味（ハワード・セルツァー〈レイ・バーク〉）
  - 奪われた旋律（フィンドル）※日本テレビ版
- 新スタートレック（アルバート少佐〈エド・ローター〉、オートン〈グレン・モーシャワー〉、ノーシカン人）
  - シーズン6 #15（モーリス・ピカード）
- SUITS/スーツ（ドナルド・パール）
- SCORPION/スコーピオン シーズン3（祭司）
- スタートレック:ヴォイジャー（ナロ〈マーク・モーゼス〉）
- スタートレック:ディープ・スペース・ナイン（マイケル・エディングトン〈ケネス・マーシャル〉）
- スティーブン・キングの悪魔の嵐（ソニー・ブローティガン）※NHK版
- スティーヴン・キングのゴールデン・イヤーズ（ジャクソン博士）
- スピン・シティ（アイザック・ミズラヒ〈本人〉）
- スペース・レンジャーズ（リンガー〈キース・バーガー〉）
- 青春の城 コビントン・クロス（隊長）
- ダークエイジ・ロマン 大聖堂（シャイリング伯パーシー・ハムレイ〈ロバート・バサースト〉）
- ダークスカイ（ドクター・ハリガン〈チャーリー・ラング〉）
- Dirt / ダート（テディ〈リチャード・ポートナウ〉）
- 対決スペルバインダー（アレックスの父）
- TOUCH/タッチ
- チャームド 〜魔女3姉妹〜（ウォード〈ジェフ・コーバー〉、ニック）
- 超音速攻撃ヘリ エアーウルフ
  - シーズン2 #18（サル）
  - シーズン3 #16（アーニー）、#20（ジョンソン医師）
- ツイン・ピークス シーズン2 #19・20（ラスティ・トマスキー〈テッド・ライミ〉）
- デンジャラス・ウーマン（モスバック〈エドワード・ハーマン〉）
- 24 -TWENTY FOUR-（エリック・レイバーン〈ティモシー・カーハート〉）
- 特攻野郎Aチーム
  - シーズン3 #1（トニー）
  - シーズン4 #14（ジェフ・シコルスキー）、#20（リッチーの兄）
  - シーズン5 #5（テッド・バーク）
- ナイトビジョン（ダン大尉〈カール・ランブリー〉）
- ナイトライダー
  - シーズン3 #18（ジャネッティ〈ブルース・ニケルス〉）
  - シーズン4 #17（マヌエル・ゴメス〈ガレッド・ピアソン〉）
- NY市警緊急出動部隊 トゥルー・ブルー（アンディ・"スキーボス"・ウォジェスキー〈ティモシー・ヴァン・パタン〉）
- バーン・ノーティス 元スパイの逆襲（アンワル〈マーシャル・マネシュ〉）
- 馬医（シン・ビョンハ）
- ハウス・オブ・カード 野望の階段
- HAWAII FIVE-0（リチャード・デイヴィス〈D・B・スウィーニー〉）
- 犯罪捜査官ネイビーファイル（ジョナサン・グラハム）
- 100万ドルを取り返せ!（バーナード・ランプソン）
- ヒルストリート・ブルース
  - シーズン1 #14（クーパー〈ジェームズ・レマー〉）
  - シーズン6 #2（リー・クリーヴランド）
- ふたりは最高!ダーマ&グレッグ
  - シーズン2 #15（ホアキン）
  - シーズン3 #8（ケニー・ロギンス）
  - シーズン4 #9（ボブ）
- プライミーバル シーズン3 #4（ドキュメンタリー番組のプレゼンター〈ナイジェル・マーヴェン〉）※NHK版
- THE BLACKLIST/ブラックリスト（シチューメーカー / スタンリー・R・コーニッシュ〈トム・ヌーナン〉）
- フルハウス（ゲイリー）
- ベイウォッチ シーズン3（ガーナー・エラービー〈グレゴリー・アラン＝ウィリアムズ〉）
- ベティ〜愛と裏切りの秘書室（ロベルト・メンドーサ）
- HOMELAND（ウィリアム・ウォルデン〈ジェイミー・シェリダン〉）
- 冒険野郎マクガイバー
  - シーズン1 #3（ステファン）、#8（ピート・トーガット）、#9（店主）、#13（カイル）、#22（ロペス）
  - シーズン2 #1（スティーヴン・リー）、#12（ブーン）、#22（バラノフ）
- ホテル・バビロン（ジェームズ）
- また会う日まで（アラン、スイード）
- ミステリー・グースバンプス（スラッピー〈ロン・ステファニューク〉）
- ミス・マープル 動く指（オーウェン・グリフィス医師）
- 名探偵モンク2（ジョー・リッカ）
- THE MENTALIST メンタリストの捜査ファイル3（Dr.エド・サバン〈アリー・グロス〉）
- 世にも不思議なアメージング・ストーリー シーズン1 #6（メッセンジャー〈ドン・カルファ〉）
- リゾーリ&アイルズ2
- リゾーリ&アイルズ5（アラン・バーネット）
- 霊能者アザーズ（マイルズ・バラード教授〈ジョン・ビリングズリー〉）

#### アニメ
- アイドル忍者タートルズ（バーノン、ディレクター、店主、暴れ者） ※BS2版
  - ミュータント・タートルズ（ビッグ・ルーイ、レストレンジ博士） ※テレビ東京版
- アルビンとチップマンクス（デイブ）
- インセクターズ（ルカヌス将軍）
- X-MEN（グレイドン・クリード）
- 最強武将伝 三国演義（馬遵）
- ザ・シンプソンズ（花屋、記者、夫、ニュースキャスター、客）
- シュレック
- スーパーマン（ハウエル）
- スタンリー（パパ）
- 地上最強のエキスパートチーム G.I.ジョー（デストロ、トマックス）
  - 地上最強のエキスパートチーム G.I.ジョー ザ・ムービー（ザモット）
- 電光石火バットマン（見張り）
- バットマン（ドクター・マイロ）
- ファン・アンド・ファンシー・フリー（サーカス団長、チャーリー・マッカーシー）※WOWOW版
- マスク・アニメーション（ミッチ・ケラウェイ警部）
- ゆかいなみつばちファミリー

### ラジオ
- FM恋する音楽小説「帰ってきたベートーヴェン」（2001年） - 朗読

#### テレビ番組
- ホテル・ヘル 熱血!再生プロジェクト（ジョン・ホフ）

### テレビドラマ
- 危険な夫婦
- 西部警察 第67話（1981年1月25日）
- 旅がらす事件帖 第24話「親子しぐれ油地獄」（1981年3月17日）
- 新吾十番勝負（1982年7月30日）
- スーパー戦隊シリーズ
  - 電磁戦隊メガレンジャー 第27話（1997年8月24日） - サンゴネジレの声
  - 星獣戦隊ギンガマン 第48話（1999年1月31日） - ミザルスの声

### 映画
- ウルトラマン物語（1984年7月14日） - ウルトラマンジャックの声、ウルトラマン80の声
- ミツバチの羽音と地球の回転（2010年） - 声の出演
- 白ゆき姫殺人事件（2014年） - VTRナレーター

### 舞台
- 阿Q正伝
- 眼中の人
- 奇妙な三角形

### ナレーション
- BS世界のドキュメンタリー（NHK-BS1）
- ビッグ・インタービュー ヴィクトール・フランクル 第1回「夜と霧」を越えて（ETV特集）
- プレミアムカフェ 財閥豪邸ものがたり〜日本占領はこうして行われた〜（NHK-BSプレミアム） - 語り
- ミッションXシリーズ（CSチャンネル）

### ボイスオーバー
- NHKスペシャル（NHK総合）
  - イラク復興 国連の苦闘（2004年）
  - 拝啓秋山校長殿〜日本騎兵の父秋山好古の晩年〜（2010年）
  - 恐竜絶滅 ほ乳類の戦い（2010年）
  - 日本人はなぜ戦争へと向かったのか（2013年） - 永野修身、武藤章、豊田貞次郎の声など
  - ドラマ 東京裁判（2016年） - イギリス首相
- エンジョイライフ 動物に魅せられた人たち（NHK-BS1）
- スーパープレゼンテーション「創造力に自信を持つ方法」（2016年、NHK-Eテレ） - デビッド・M・ケリーの声
- 世界の叡智 6人が語る 未来への提言（2013年、NHK-Eテレ）
- 日立 世界・ふしぎ発見!（TBS）
- ニュースウオッチ9（NHK総合）
- ETV特集 シリーズ「日本と朝鮮半島2千年」（NHK教育）
- 地球ドラマチック
  - 「ドラキュラ伝説」（2003年）
  - 海底探索ロマン 前編 「タイタニックを見つけた男」（2004年）
  - 「第九交響曲物語 〜ベートーベン 自由への祈り〜」（2005年）
  - 「ハーレムから世界へ〜黒人ンバスケットボールチームの軌跡〜」（2005年）
  - 「クストーの海洋大冒険」（2005年）
  - 「出エジプト記の“真実” 〜奇跡は本当に起こったのか?〜」（2006年）
  - 「失われた古代都市」（2006年）
  - 「あなたの隣に恐竜が…」（2007年）
  - 「インドで制服を作ろう! 〜イギリス14歳のチャレンジ〜」（2007年）
  - 「50年後の未来」（2007年）
  - 「ゾウはなぜ殺し屋になったのか?」（2007年）
  - 「ツタンカーメンを殺したのは誰か」（2007年）
  - 「密着!都会のアライグマ 〜驚きの“進化”〜」（2012年）
  - 「スペース・ダイブ 〜成層圏からの超音速降下〜」（2013年）
  - 「古代のゾウ“マストドン"絶滅の謎」（2014年）
  - 「スーパーキャットを作れ! 〜ネコ科動物 驚異の能力〜」（2014年）
  - 「初めて空を飛んだ男たち 〜気球誕生の物語〜」（2015年）
  - 「バミューダ・トライアングル〜科学で迫る魔の海域〜」（2016年）
  - 「ポンペイ 石こう像の新事実」（2019年）
- ハイビジョン特集フロンティア（NHK-BShi）
- BS世界のドキュメンタリー（NHK-BS1）
- 復活した“脳の力”〜テイラー博士からのメッセージ（2009年、NHK-BSハイビジョン）
- 報道ステーション（テレビ朝日）

### 人形劇
- こどもにんぎょう劇場
  - 「えすがたにょうぼう」
  - 「賢者のおくりもの」

### その他コンテンツ
- オモチャーらんど（声の出演）
- トイ・ストーリー 20周年スペシャル：無限の彼方へ さぁ行くぞ!（ランディ・ニューマン、スーパーバイジング・テクニカルディレクター ビル・リーヴス）
- 怪盗ルパン伝 アバンチュリエ PV（2021年、ジュスタン・ガニマール、ハーロック・ショームズ）